# عتيق بن محمد الصقلي
عتيق بن محمد بن عبد الله بن علي بن إبراهيم بن عبيد الله بن الحاكم التميمي الصقلي، ويكنى أبا القاسم  ، سكن بغداد وكان زاهداً معروفا بالصلاح والتقوى، سمع الحديث من أبي بكر محمد بن علي بن الحسن بن البر التميمي القروي.
قال ابن النجار: قرأت بخط أبي بكر المبارك بن الكامل بن أبي غالب الخفاف يقول: سمعت عبد الخالق بن يوسف يقول: سمعت أبا القاسم بن الحكم الصقلي ينشد لأبي عبد الله بن طوبي الصقلي الكاتب:

## وفاته
توفى في شهر شوال من عام 523 هـ/1129م، ودفن في المقبرة الوردية ببغداد.